# Rualena alleni
Rualena alleni là một loài nhện trong họ Agelenidae.
Loài này thuộc chi Rualena. Rualena alleni được Ralph Vary Chamberlin & Wilton Ivie miêu tả năm 1942.